# Kościół św. Wojciecha w Margoninie
Kościół Świętego Wojciecha – rzymskokatolicki kościół parafialny w miejscowości Margonin. Kościół należy do parafii św. Wojciecha w Margoninie w dekanacie chodzieskim, archidiecezji gnieźnieńskiej. Mieści się przy ulicy Kościelnej. Dnia 2 grudnia 1964 roku pod numerem A-20, kościół został wpisany do rejestru zabytków nieruchomych województwa wielkopolskiego.

## Historia kościoła

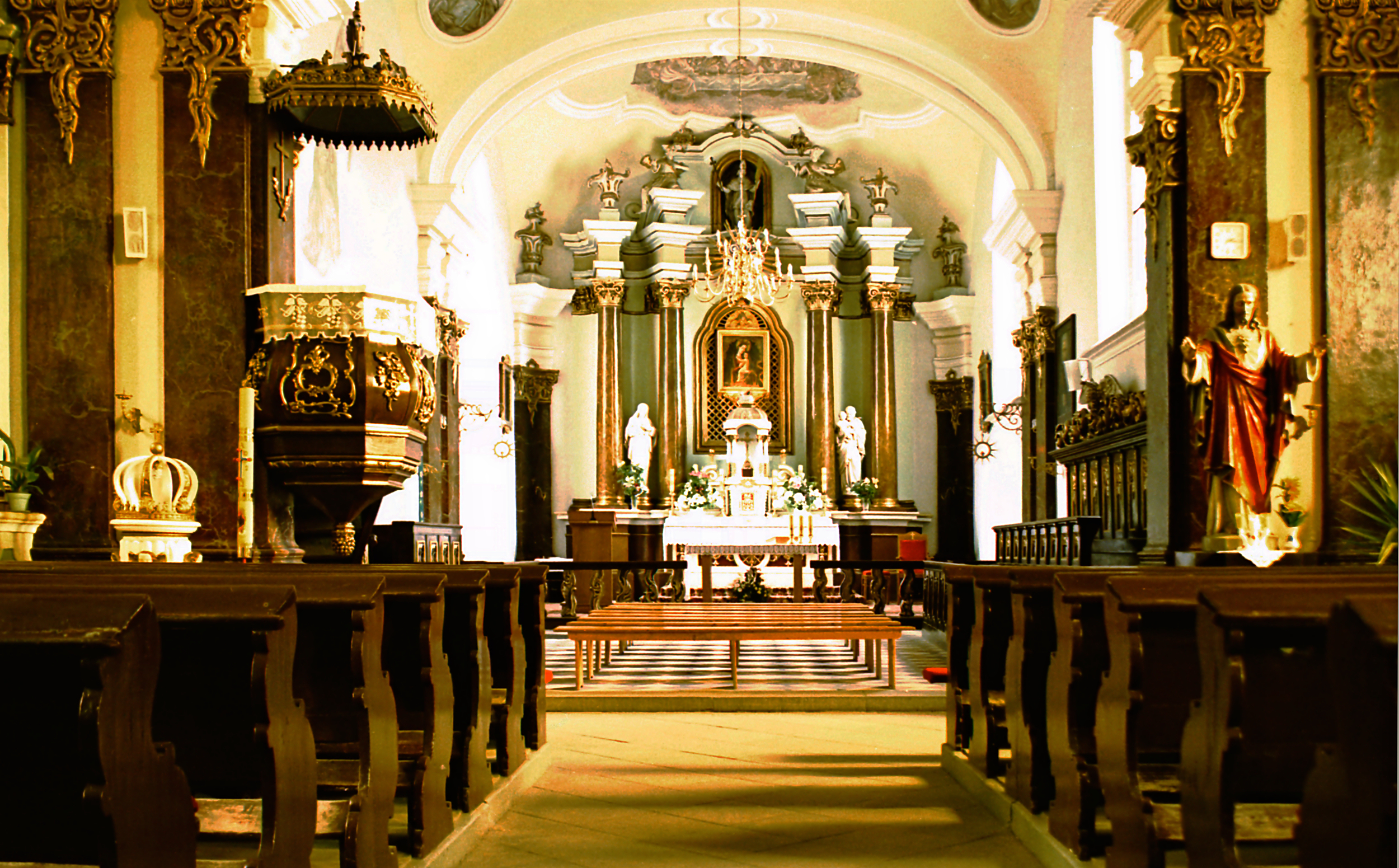
Wnętrze świątyni

Kościół wzmiankowany w XIV wieku, obecny zbudowany na początku XVII wieku, przebudowany po pożarze 1753. Budowla barokowa trzynawowa, halowa. Wyposażenie wnętrza z XVIII wieku. Na łuku tęczowym dekoracja rokokowa stiukowa z panopliami, herbami Abdank i Rawicz i napisem fundacyjnym. Portret trumienny z początku XVII wieku. Na zewnątrz, we wnękach szczytu drewniane rzeźby barokowe.